# Симпсоны (сезон 8)
Восьмой сезон мультсериала «Симпсоны» показывался на канале FOX с 27 октября 1996 года по 18 мая 1997 года, начиная с серии «Treehouse of Horror VII». Исполнительными продюсерами сезона являются Билл Оукли и Джош Вайнштейн. Сезон содержит два эпизода, которые были не запущены во время седьмого сезона, который также делали Оукли и Вайнштейн. Также сезон содержит два эпизода, в которых исполнительными продюсерами были Эл Джин и Майк Рейсс.
Восьмой сезон получил различные награды, включая две «Эмми»: эпизод «Homer’s Phobia» взял премию Эмми «За лучшую анимационную программу» (для программ менее одного часа) в 1997 году, а Альф Клаузен и Кен Килер — в категории: «Лучшие индивидуальные достижения в музыке и словах», полученную за песню «We Put The Spring In Springfield» из эпизода «Bart After Dark». Клаузен также был выдвинут на «Эмми» за «Выдающееся управление музыкой» в эпизоде «Simpsoncalifragilisticexpiala(Annoyed Grunt)cious». Эпизод «Brother from Another Series» был номинирован на «Эмми» за «Микширование звука для комедийного сериала или особых фильмов».

## Список серий
| № общий | № в сезоне | Название                                                                   | Режиссёр        | Автор сценария                                                         | Дата премьеры   | Произв. код | Зрители в США (млн) |
| --- | ---------- | -------------------------------------------------------------------------- | --------------- | ---------------------------------------------------------------------- | --------------- | ----------- | ------------------- |
| 154 | 1          | «Дом ужасов 7» «Treehouse of Horror VII»                                   | Майк Андерсон   | Кен Килер Дэн Грини и Дэвид Коэн                                       | 27 октября 1996 | 4F02        | 18,3                |
| «The Thing and I» (с англ. — «Нечто и я») — Барт узнаёт, что у него есть сиамский близнец, который живёт на чердаке дома Симпсонов… «The Genesis Tub» (с англ. — «Миска бытия») — Намереваясь доказать, что прохладительные напитки опасны, Лиза создает свой собственный микромир. «Citizen Kang» (с англ. — «Гражданин Кэнг») — Кэнг и Кодос принимают форму кандидатов в президенты США Билла Клинтона и Боба Доула, чтобы захватить Землю…                                                                                               |            |                                                                            |                 |                                                                        |                 |             |                     |
| 155 | 2          | «Ты можешь переехать только дважды» «You Only Move Twice»                  | Майк Андерсон   | Джон Шварцвельдер                                                      | 3 ноября 1996   | 3F23        | 13,9                |
| Гомер получает новую работу и переезжает с семьёй в райский городок. Но очень скоро первый восторг от нового места, нового дома и всей прочей дивной новизны проходит, и Симпсоны начинают чувствовать себя один хуже другого. Все, кроме главы семейства. Приглашённая звезда: Альберт Брукс. |            |                                                                            |                 |                                                                        |                 |             |                     |
| 156 | 3          | «Непадающий Гомер» «The Homer They Fall»                                   | Марк Киркленд   | Джонатан Кольер                                                        | 10 ноября 1996  | 4F03        | 17                  |
| Благодаря Мо Гомер становится боксёром. Его уникальная «техника» делает его непобедимым среди любителей. Он становится настолько знаменит, что им начинают интересоваться шишки из высшей лиги. Приглашённые звёзды: Майкл Баффер и Пол Уинфилд. |            |                                                                            |                 |                                                                        |                 |             |                     |
| 157 | 4          | «Бёрнс, сын Бёрнса» «Burns, Baby Burns»                                    | Джим Рирдон     | Иан Макстон-Грэхэм                                                     | 17 ноября 1996  | 4F05        | 12,6                |
| Мистер Бёрнс обретает сына, с которым он был в долгой разлуке. Бёрнс – младший любым способом старается завоевать любовь своего старика, но это у него получается из рук вон плохо. Но Гомер Симпсон предлагает бедолаге «прекрасный» способ решения проблемы… Приглашённая звезда: Родни Дэнджерфилд. |            |                                                                            |                 |                                                                        |                 |             |                     |
| 158 | 5          | «Барт в теневом бизнесе» «Bart After Dark»                                 | Доминик Полчино | Ричард Аппель                                                          | 24 ноября 1996  | 4F06        | 14,1                |
| За очередной проступок, Барта «приговаривают» к исправительному труду. Он должен отработать в доме женщины, имуществу которой нанесён вред. Однако скоро выясняется, что этот дом – не самое подходящее место для перевоспитания… |            |                                                                            |                 |                                                                        |                 |             |                     |
| 159 | 6          | «Родители Милхауса разводятся» «A Milhouse Divided»                        | Стивен Дин Мур  | Стив Томпкинс                                                          | 1 декабря 1996  | 4F04        | 12,8                |
| На вечеринке у Симпсонов, поссорившись в очередной раз, родители Милхауса решают развестись… |            |                                                                            |                 |                                                                        |                 |             |                     |
| 160 | 7          | «Лиза встречает свою судьбу» «Lisa’s Date with Density»                    | Сьюзи Диттер    | Майк Скалли                                                            | 15 декабря 1996 | 4F01        | 12,2                |
| Лиза вступает в обречённый роман с Нельсоном, пытаясь его образумить. Тем временем Гомер открывает способ быстро заработать на мошенничестве с телемагазином. |            |                                                                            |                 |                                                                        |                 |             |                     |
| 161 | 8          | «Ураган Недди» «Hurricane Neddy»                                           | Боб Андерсон    | Стив Янг                                                               | 29 декабря 1996 | 4F07        | 14,36               |
| Приглашённая звезда: Джон Ловитц. |            |                                                                            |                 |                                                                        |                 |             |                     |
| 162 | 9          | «Таинственное путешествие Гомера» «El Viaje Misterioso de Nuestro Jomer»   | Джим Рирдон     | Кен Килер                                                              | 5 января 1997   | 3F24        | 14,85               |
| Злоупотребление Гомером экзотическим красным перцем привело к видению, говорящему о необходимости поиска родственных душ. Приглашённая звезда: Джонни Кэш. |            |                                                                            |                 |                                                                        |                 |             |                     |
| 163 | 10         | «Спрингфилдские материалы» «The Springfield Files»                         | Стивен Дин Мур  | Рид Харрисон                                                           | 12 января 1997  | 3G01        | 20,41               |
| Гомеру, увидевшему по дороге домой из таверны Мо в лесу что-то неизведанное, не верит никто в городе, даже прибывшие для расследования агенты ФБР Фокс Малдер и Дана Скалли. Приглашённые звёзды: Леонард Нимой, Дэвид Духовны и Джиллиан Андерсон. |            |                                                                            |                 |                                                                        |                 |             |                     |
| 164 | 11         | «Скрученный мир Мардж Симпсон» «The Twisted World of Marge Simpson»        | Чак Шитс        | Дженнифер Криттенден                                                   | 19 января 1997  | 4F08        | 13,98               |
| Мардж открывает своё дело. Однако бизнес идёт очень плохо. Гомер, желая подбодрить жену, старается ей помочь и не находит ничего лучше, чем обратиться за помощью к мафии. Приглашённые звёзды: Джек Леммон и Джо Мантенья. |            |                                                                            |                 |                                                                        |                 |             |                     |
| 165 | 12         | «Гора безумия» «Mountain of Madness»                                       | Марк Киркленд   | Джон Шварцвельдер                                                      | 2 февраля 1997  | 4F10        | 17,49               |
| Мистер Бёрнс решает научить свой персонал работать в команде. Для этого все работники станции по его приказанию отправляются в горы, где, разделившись на пары, они должны как можно быстрее добраться до вершины. Последние будут уволены. В партнёры Гомеру достаётся сам мистер Бёрнс. Вместе им предстоит пережить много приключений… |            |                                                                            |                 |                                                                        |                 |             |                     |
| 166 | 13         | «Шерри Боббинс» «Simpsoncalifragilisticexpiala(Annoyed Grunt)cious»        | Чак Шитс        | Эл Джин и Майк Рейсс                                                   | 7 февраля 1997  | 3G03        | 9,10                |
| В доме Симпсонов появляется удивительная няня по имени Шери Бобинс. Она способна изменить к лучшему кого угодно, но только не Симпсонов. |            |                                                                            |                 |                                                                        |                 |             |                     |
| 167 | 14         | «Шоу Щекотки и Царапки, и Лайки» «The Itchy & Scratchy & Poochie Show»     | Стивен Дин Мур  | Дэвид Коэн                                                             | 9 февраля 1997  | 4F12        | 15,67               |
| Гомера приглашают озвучивать нового персонажа мультфильма «Щекотка и Царапка». Однако вместо успеха и славы Симпсона-старшего ожидает кошмарный провал. Приглашённая звезда: Алекс Рокко. |            |                                                                            |                 |                                                                        |                 |             |                     |
| 168 | 15         | «Фобия Гомера» «Homer’s Phobia»                                            | Майк Андерсон   | Рон Хауг                                                               | 16 февраля 1997 | 4F11        | 15,26               |
| В гости к Симпсонам приходит торговец старыми вещами. Его восхищает их дом, наполненный разной рухлядью. Однако скоро выясняется, что он – гей. Это сильно волнует Гомера, который переживает за Барта, сдружившегося с новым приятелем семьи. Поэтому Гомер решает сделать из Барта настоящего мужчину. Приглашённая звезда: Джон Уотерс. |            |                                                                            |                 |                                                                        |                 |             |                     |
| 169 | 16         | «Брат из другого сериала» «Brother from Another Series»                    | Пит Майклз      | Кен Килер                                                              | 23 февраля 1997 | 4F14        | 15,07               |
| Сайдшоу Боб с помощью своего брата Сесила снова на свободе и уверяет всех, что он исправился. Впрочем, Барт ни капли не верит в это. Он старается убедить окружающих в том, что Боб не отказался от мысли расправиться с ним… Приглашённые звёзды: Келси Грэммер и Дэвид Хайд Пирс. |            |                                                                            |                 |                                                                        |                 |             |                     |
| 170 | 17         | «Моя сестра, моя сиделка» «My Sister, My Sitter»                           | Джим Рирдон     | Дэн Грини                                                              | 2 марта 1997    | 4F13        | 15,1                |
| Лиза подрабатывает сиделкой. Все в восторге от того, как она справляется со своими обязанностями. Однако в один вечер, проведённый в качестве няни родного брата, тот умудряется сделать всё, чтобы разрушить репутацию сестры… |            |                                                                            |                 |                                                                        |                 |             |                     |
| 171 | 18         | «Гомер против восемнадцатой поправки» «Homer vs. The Eighteenth Amendment» | Боб Андерсон    | Джон Шварцвельдер                                                      | 16 марта 1997   | 4F15        | 14,6                |
| Совершенно случайно пьяного Барта показывают по телевидению. В Спрингфилде объявлен сухой закон. Предприимчивые Мо и Гомер открывают подпольный бар, где рекой льётся алкоголь производства Симпсона-старшего. По городу проходит слух о могущественном теневом бароне, которого тщетно разыскивает полиция за нарушение запрета на торговлю спиртным. Приглашённые звёзды: Джо Мантенья и Дэйв Томас. |            |                                                                            |                 |                                                                        |                 |             |                     |
| 172 | 19         | «Сорт конфиденциальной школы» «Grade School Confidential»                  | Сьюзи Диттер    | Рейчел Пулидо                                                          | 6 апреля 1997   | 4F09        | 13,27               |
| Барт невольно становится свидетелем бурно развивающегося любовного романа между директором Скиннером и мисс Крабаппл, его учительницей. Понимая, что они не желают огласки, Барт выдвигает свои условия в обмен на молчание… |            |                                                                            |                 |                                                                        |                 |             |                     |
| 173 | 20         | «Собачий бунт» «The Canine Mutiny»                                         | Доминик Полчино | Рон Хауг                                                               | 13 апреля 1997  | 4F16        | 13,257,9(Д)         |
| Предприимчивый Барт, путём несложных махинаций, заполучает в свои руки кредитную карту, благодаря которой у него появляется возможность заказывать по каталогом огромное количество разнообразных товаров. В их числе оказывается дивная и умнейшая собака, покорившая сердца всех Симпсонов настолько, что никто из них даже не заметил исчезновения старого доброго пса — Маленького помощника Санты… |            |                                                                            |                 |                                                                        |                 |             |                     |
| 174 | 21         | «Старик и Лиза» «The Old Man and the Lisa»                                 | Марк Киркленд   | Джон Шварцвельдер                                                      | 20 апреля 1997  | 4F17        | 13,97               |
| Мистер Бёрнс разорён. Однако спасти его может Лиза Симпсон, которая после долгих уговоров соглашается помочь старому скряге в обмен на обещание заботиться об окружающей среде. Приглашённая звезда: Брет Харт. |            |                                                                            |                 |                                                                        |                 |             |                     |
| 175 | 22         | «Мы верим в Мардж» «In Marge We Trust»                                     | Стивен Дин Мур  | Доник Кэри                                                             | 27 апреля 1997  | 4F18        | 16,93               |
| Гомер находит на свалке картонную коробку, на которой красуется его портрет в обрамлении японских иероглифов. Вместе с Бартом и Лизой Симпсон-отец старается выяснить, каким образом его лицо оказалось на упаковке какого-то японского товара. В это время Мардж предлагает отцу Лавджою свою помощь в работе церкви и становится добровольной советчицей. Приглашённые звёзды: Дениз Кумагал, Карен Маруяма, Сэб Симоно и Гедде Ватанабэ.                                                                                                  |            |                                                                            |                 |                                                                        |                 |             |                     |
| 176 | 23         | «Враг Гомера» «Homer’s Enemy»                                              | Джим Рирдон     | Джон Шварцвельдер                                                      | 4 мая 1997      | 4F19        | 11,8                |
| Новый коллега Гомера — очень трудолюбивый и ответственный человек, но его всю жизнь преследуют неудачи. Именно поэтому он так ненавидит Симпсона-старшего – лентяя, обжору и глупца, которому всё достаётся невероятно легко. Гомер же, в свою очередь, всячески пытается наладить с ним дружеские отношения… Тем временем Барт покупает на аукционе за доллар старую фабрику и нанимает в качестве рабочего Милхауса. |            |                                                                            |                 |                                                                        |                 |             |                     |
| 177 | 24         | «Продолжение Симпсонов» «The Simpsons Spin-Off Showcase»                   | Нил Аффлек      | Сюжет : Кен Килер Телесценарий : Дэвид Коэн, Дэн Грини и Стив Томпкинс | 11 мая 1997     | 4F20        | 11,57               |
| Нашему вниманию представлены три мистических мини-серии «Симпсонов». - «Chief Wiggum, P.I.» (с англ. — «Шеф Виггам — частный детектив») — детективная история, в главной роли шеф полиции Вигам. - «The Love-Matic Grampa» (с англ. — «Дед-ангел любви») — мелодраматическая фантастика с участием деда Симпсона и Мо. - «The Simpson Family Smile-Time Variety Hour» (с англ. — «Варьете Симпсонов «Улыбка»») — феерический мюзикл с участием всех Симпсонов (кроме Лизы) и Тима Конуэй. Приглашённые звёзды: Тим Конуэй и Гэйлард Сартэйн. |            |                                                                            |                 |                                                                        |                 |             |                     |
| 178 | 25         | «Секретная война Лизы Симпсон» «The Secret War of Lisa Simpson»            | Майк Андерсон   | Ричард Аппель                                                          | 18 мая 1997     | 4F21        | 12,69               |
| Распоясавшегося Барта отправляют в военную академию на перевоспитание. Неожиданно Лиза выражает желание тоже быть зачисленной в это училище, так как ей кажется, что там уровень обучения намного выше, чем в её родной школе. Однако очень скоро ей приходится столкнуться с серьёзными трудностями… Приглашённая звезда: Уиллем Дефо. |            |                                                                            |                 |                                                                        |                 |             |                     |

1. ↑  домов